# 2011 a légi közlekedésben
Ez a lista a 2011-es év légi közlekedéssel kapcsolatos eseményeit tartalmazza:

## Események

### január
- január 1. – Kigyullad, majd felrobban a hajtóműve a Kolavia orosz légitársaság 354-es járatszámú Tu–154B2 (lajstromszáma: RA-85588) típusú utasszállító gépének egy szibériai repülőtéren. A 116 utasból 3 életét veszti, 43-an megsérülnek, a 8 fős legénységből senki nem sérül.[1][2][3]
- január 9. – Lezuhan az Iran Air egyik Boeing 727-es típusú utasszállító gépe Irán északnyugati részén. Az EP-IRP lajstromszámú gépen 105-en tartózkodnak, 77-en meghalnak 35-en könnyebben sérülnek.[4]
- január 10.
  - Kiképzési repülés teljesítése közben lezuhan a Török Hadsereg egyik UH–1 Iroquois típusú helikoptere az Ankara közelében lévő Tuluntas falu mellett. A gépen 4 pilótajelölt és oktatójuk vesztette életét. A balesetért a kedvezőtlen időjárást és a sűrű ködöt okolják.[5]
  - Leszállás közben megcsúszik és elhagyja a futópályát az AirAsia légitársaság egyik Airbus A320–216 (lajstromszáma: 9M-AHH) típusú utasszállító gépe a Kuching nemzetközi repülőtéren. Az AK5218 Kuala Lumpur – Kuching járatot teljesítő gépen 123 utas és 6 főnyi személyzet tartózkodik, senki nem sérül meg.[6]
- január 12. – Túlszalad a futópályán és a fékezőháló állítja meg a Svéd Királyi Légierő 189-es oldalszámú JAS 39 Gripen típusú vadászgépét. Az F 17 ezredhez tartozó gép a bázisául szolgáló blekingei légibázison landol, a pilóta és a gépe is sértetlenül megúszta a légieseményt.[7]
- január 14. – Lezuhan a brazil Cielo Taxi aereo egyik Beechcraft Super King Air 200 (lajstromszáma: PR-ART) típusú utasszállító gépe Goiânia repülőterétől 11 kilométerre. A gépen 6 ember tartózkodik, mindnyájan életüket vesztik.[8]
- január 16. – Lezuhan Eger és Noszvaj között egy Halley Apollo Fox típusú ultrakönnyű sportrepülőgép. A 46 éves tapasztalt berepülőpilóta azonnal életét vesztette. Szemtanúk beszámolói alapján a gép motorja nem sokkal a felszállás után leállt.[9]
- január 18. – Lezuhan egy Cessna 172S típusú magángép (lajstromszáma: N2100V) a Dél-Karolina-i North Myrtle Beach városában. A gép egy lakókocsiparkra zuhan, ahol eltalál egy lakóautót, a gép pilótája és egy földön lévő nő életét veszti. A balesetért a rossz időjárást okolják.[10]
- január 20. – Lezuhan egy de Havilland Canada DHC–6 Twin Otter 300 típusú katonai gép Ecuador őserdővel borított részén. A FAE449 lajstromszámú gépen 6 katona tartózkodik, 5-en életüket vesztik.[11]
- január 22. – Lezuhan egy Cessna T206H típusú magángép (lajstromszáma: N142HF) a Washington állambeli Snohomish városában. A gép egy tóba zuhan, a gépen lévő 6 éves fiú életét veszti, apja túléli a balesetet.[12]

### február
- február 2. – Lezuhan az Indiai Légierő kiképzésre használt Aérospatiale SA–315B Cheetah típusú helikoptere. A zuhanás közben a Mahárástra államban található Nashik város egyik lakóházának nekicsapódva összetörik. A gépet vezető két pilóta életét veszti.[13]
- február 3. – Kiképzési repülés közben lezuhan az Azerbajdzsáni Légierő egyik Szu–25 típusú csatarepülőgépe. Kurdamir körzetében, körülbelül 200 kilométerre Bakutól a leszálláshoz készülődő gép orrfutója nem nyílt ki, így a személyzet lakott területen kívülre vezette a Szu–25-öst, majd sikeresen katapultált.[14]
- február 4. – Lezuhan egy Hawker 850XP típusú vállalati magángép (lajstromszáma: OD-SKY) Irakban 260 kilométerre Bagdadtól, Szulejmánijja város közelében. A gép Ankarába indul az Asiacell telefontársaság technikusaival és részvényeseivel. Az egyik hajtómű kigyulladása miatt a pilóták visszafordulnak, de a rossz időjárás miatt a gép lezuhan, a két pilóta és öt utas életét veszti.[15]
- február 5. – Javítás utáni ellenőrző repülés végrehajtása közben lezuhan az orosz Roszto társaság Mil Mi–2 típusú helikoptere (lajstromszáma: RF-00855) Kalmükföldön. A gépen lévő pilóta és fedélzeti mérnök életét veszti.[16]
- február 8. – Leszállás közben lezuhan a dél-afrikai Majuba Aviation által üzemeltetett Pilatus PC–12/47 típusú egymotoros utasszállító gép (lajstromjele: ZS-GAA). A gép fedélzetén az Italtile vállalat vezetője és alkalmazottai utaztak összesen 8 fő. A repülőgép roncsait a tengerben találják meg, de túlélőt nem találnak. A baleset körülményeit vizsgálják, de lehetséges okként felmerült a sűrű köd, mivel a pilóta az első landolási kísérletet megszakította és átstartolt.[17]
- február 9. – Az orrfutója nélkül landol az Air New Zealand egyik Bombardier Dash 8 típusú utasszállító gépe (lajstromjele: ZK-NEQ) az Új-zélandi Bleinheim repülőterén. A gépen 44-en utaznak, senki nem sérül meg, a pilóták sikeres leszállást hajtanak végre.[18][19]
- február 10. – Leszállás közben lezuhan a Manx2 légitársaság Swearingen SA–227BC Metro III típusú utasszállító gépe (lajstromjele: EC-ITP) az írországi Cork repülőterén. A gép a ködös időben már harmadszor próbálkozik a leszállással, amikor a baleset bekövetkezik. A gépen 12-en utaznak, a két pilóta és 4 utas életét veszti, hat embert kórházba szállítanak.[20]
- február 11.
  - Lezuhan egy Beechcraft 95–B55 Baron típusú könnyű utasszállító repülőgép (lajstromjele: HB-GDS) a svájci Alpokban. A gép Lausanne repülőteréről indul sétarepülésre 4 utassal és a pilótával, a balesetet senki nem éli túl. A baleset bekövetkeztének okait a BFU vizsgálja.[21]
  - A hajtómű meghibásodása miatt kényszerleszállást hajt végre az Amerikai Légierő egyik A–10 Thunderbolt II típusú csatarepülőgépe a Nellis légibázison. A gép a leszállást megelőzően lakatlan terület fölött kioldja két Mark 82 típusú bombáját, melyek közül egy fel is robban. A gép ezek után sikeres leszállást hajt végre. A hajtóműhiba okát kivizsgálják.[22]
- február 12. – Lezuhan az indonéz Sabang Merauke Raya Air Charter által üzemeltetett Casa C–212 Aviocar típusú repülőgép (lajstromjele: PK-ZAI), mely javítás utáni tesztrepülést végez. A gépen lévő két pilóta és a három technikus életét veszti.[23][24]
- február 14.
  - Lezuhan a hondurasi Central American Airways Let L–410 UVP–E20 típusú utasszállító gépe (lajstromjele: HR-AUQ) Cerro de Hula közelében. A San Pedro Sula–Tegucigalpa járatot teljesítő 731-es járaton 12 utas és két pilóta tartózkodik, mindnyájan életüket vesztik.[25][26]
  - Lezuhan a Thai Királyi Légierő (RTAF) két F–16-os vadászgépe (10212 és 10202 oldalszámú gépek) egy közös amerikai-thai hadgyakorlat közben. A Cobra Gold 2011 nevű nemzetközi hadgyakorlaton részt vevő gépek roncsait Csajjaphum tartományban találják meg. A pilóták sikeresen katapultálnak. A baleset okát még vizsgálják, valószínűleg összeütköztek a levegőben.[27]
  - Lezuhan a Kongói Demokratikus Köztársaságban az African Air Services Commuter által üzemeltetett csehszlovák gyártmányú Let L–410 típusú teherszállító repülőgép (lajstromjele: 9Q-CIF). A Bukavuból Lusengébe tartó gép roncsait Mont Biega körzetében találják meg, mindkét pilóta életét veszti. A baleset okait a helyi hatóságok vizsgálják.[28]
- február 18.
  - Lezuhan egy katonákat szállító Bell 206b JetRanger II típusú helikopter (lajstromjele: HK-4594) a kolumbiai Santander közelében. A gép fedélzetén 4-en utaznak köztük Alfredo Bocanegrával az 5. dandár főparancsnokával. A balesetet senki nem éli túl.[29]
  - Leszállás közben épületnek ütközik egy Learjet 24 típusú magángép (lajstromjele: XB-GHO) a mexikói Pachucha városában. A gép két pilótája életét veszti.[30]
- február 21.
  - Két líbiai pilóta dezertál, együléses Mirage F1AD gépeikkel Málta nemzetközi repülőterén szállnak le helyi idő szerint 16:30 körül, minimális üzemanyagtartalékkal. A máltai rendőrség előállítja őket és kihallgatja. A jelentések szerint a két pilóta megtagadta a Bengázi bombázására kiadott parancsot és oldalanként 1-1 rakétakonténerrel felfegyverzett gépeikkel a szigetre szöktek. Egységük a tripoli Okba bin Nafe légi támaszponton települ, onnan szálltak fel utolsó bevetésükre. Egyikük politikai menedékjogot kér.[31]
  - Leszállás közben tönkremegy a főfutója és a futópálya mellett ér földet a brazil TRIP Linhas Aereas légitársaság egyik ATR 72 típusú utasszállító gépe (lajstromjele: PR-TTI) Altamira repülőterén. A balesetben senki nem sérül meg.[32][33]
- február 22. – Lezuhan egy Cessna 340A kétmotoros utasszállító gép (lajstromjele: YV2402) a venezuelai San Pedro del Rio közelében. A gép pilótája és 5 utasa életét veszti. A baleset okai tisztázatlanok a kivizsgálása folyik.[34]

- február 23. – útban célpontjaik felé, két líbiai pilóta – Attia Abdel Szalem al Abdali és Ali Omar Kadafi – sikeresen katapultál kétüléses Szu–22UM–3K gépükből, miután megtagadják a Bengázi bombázására kiadott parancsot. Bengázitól 160 km-re délnyugatra Ajdabiya közelében érnek földet. Nem zárható ki, hogy a típus egy Szu–24MK.[35]
- február 27. – Felszállása után nem sokkal lezuhan egy Grumman G–21G (lajstromjele: N221AG) típusú kétmotoros utasszállító gép az Egyesült Arab Emirátusok Al Ain repülőterén. A gépet a Triple S Aviation amerikai cég üzemelteti és utasai is amerikaiak voltak. A gépen négyen tartózkodnak mindannyian életüket vesztik.[36]

### március
- március 1. – Gyakorló repülés közben összeütközik a Srí Lankai Légierő (SLAF) két IAI Kfir C2 típusú vadászgépe. Az SFM5201 oldalszámú gép súlyosan sérül és a földbe csapódik, pilótája, Monath Perera hadnagy életét veszti. A gép egy civilt is megsebesít a földön. A balesetben részt vevő másik gép (oldalszáma: SFM520) pilótája sikeresen katapultál.[37][38][39]
- március 2. – Éjszakai mélyrepülés gyakorlása közben lezuhan a Francia Légierő egyik Mirage 2000 típusú vadászgépe Közép-Franciaországban Saint-Oradoux-près-Crocq közelében egy tó mellett. A két pilóta sorsa ismeretlen, eltűntek, a hatóságok keresik őket.[40] A lezuhant Mirage 2000 vadászbombázó roncsait és a kétfős személyzet maradványait másnap megtalálják. Katapultálásra utaló nyomokat nem találnak, a baleset körülményeinek vizsgálata folyik.[41]

- március 4.

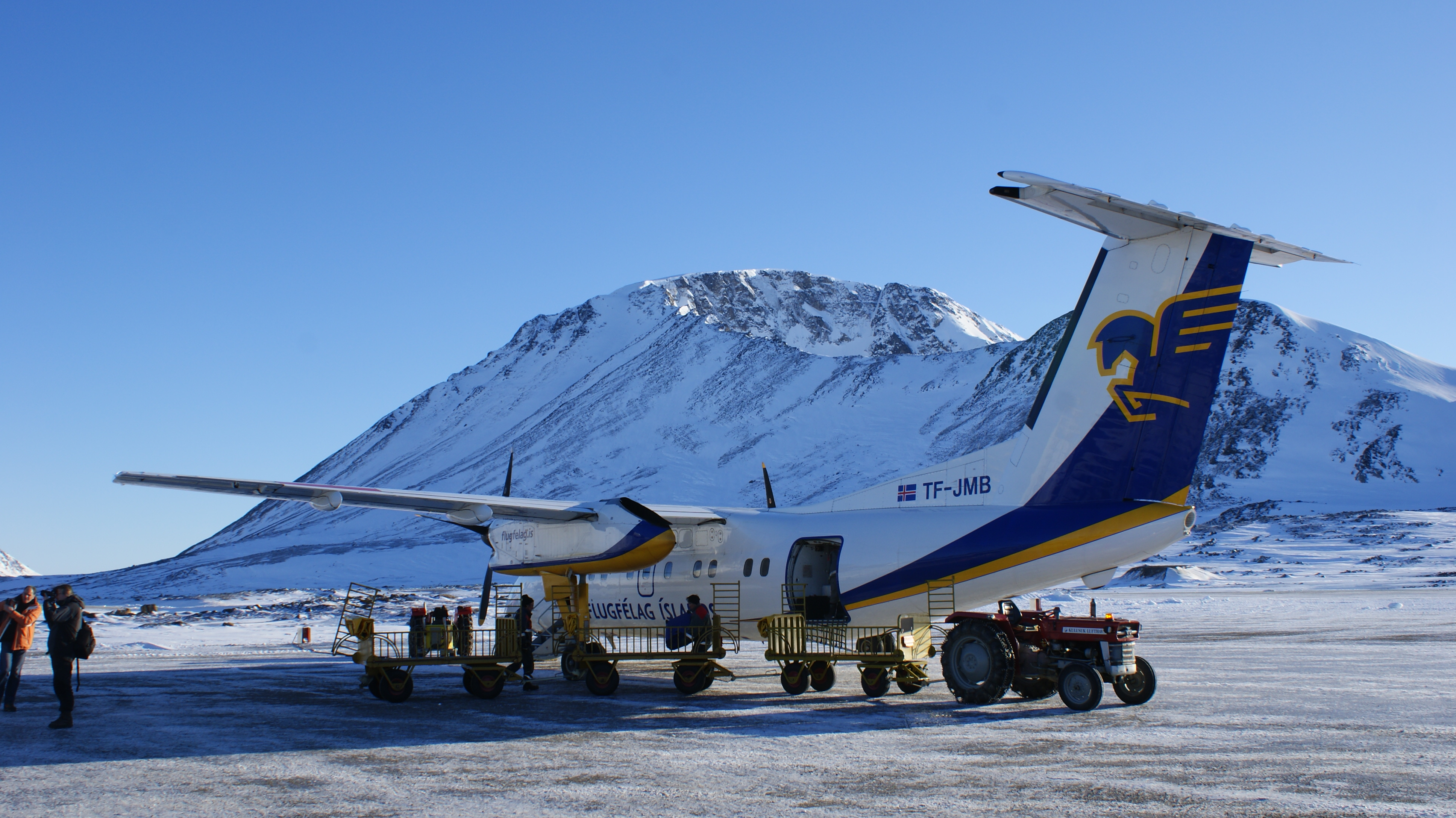
A március 4-én Grönlandon balesetet szenvedett DHC–8 típusú gép (Air Iceland, Kulusuk-repülőtér)
a kép dátuma: 2010. február 20.

  - Elhunyt Mihail Petrovics Szimonov repülőgép-tervező, 1983-tól a Szuhoj tervezőiroda vezetője.
  - Leszállás közben az erős szélnyírás miatt kisodródik a futópályáról és megrongálódik a főfutója és a légcsavarja az Air Iceland de Havilland Canada DHC–8–106 típusú utasszállító gépének (lajstromjele: TF-JMB) a grönlandi Nuuk repülőterén. A gépen 31 utas és 3 fős személyzet tartózkodik, személyi sérülés nem történt, de a repülőgép jelentősen megrongálódik.[42][43]
  - Lezuhan egy Cessna 411 típusú utasszállító magángép (lajstromjele: XB-LWA) Mexikóban, Jalisco állam területén. A gép a szemtanúk szerint hirtelen süllyedni kezdett, majd távvezetéknek ütközve a földbe csapódik és kigyullad. A gépen 6 fő tartózkodik, a két pilóta életét veszti, két utas súlyosan megég, a másik két utas csak könnyebben sérül. A mezőgazdasági területen lezuhanó gép két tehenet is elsodor, így azok elpusztulnak.[44][45]
- március 5.
  - Próbarepülés során lezuhan a Voronyezsi Repülőgépgyár tulajdonában álló 41-03-as gyártási sorozatból való és RA-61708 ideiglenes lajstromszámot viselő An–148–100E típusú utasszállító repülőgép Moszkvától mintegy 600 kilométerre délre, a Belgorodi területen fekvő Garbuzovo falu közelében. A gépet a mianmari légierő számára gyártották és az átadás előtti próbarepüléseket végezte. A géppel a balesetig 31 felszállást hajtottak végre. A gépen hatan tartózkodtak, köztük két mianmari pilóta. A balesetnek nincs túlélője.[46][47]
  - A líbiai felkelők lelőnek egy Szu–24MK típusú vadászbombázó repülőgépet (oldalszáma: 38) Rasz Lanuf városában. A gép mindkét pilótája életét veszti.[48]
- március 7.
  - A levegőben összeütközik és a földnek csapódik két UH-1H típusú helikopter (oldalszáma: FAC-4506) Kolumbiában Melgar település közelében. A két gép a légierő helikopteriskolájának kötelékébe tartozik (FAC- Helicopters School of the Air Force of Colombia). A balesetben öten meghalnak és négyen megsebesülnek.[49]
  - Nem nyílik a futóműve, így hasra száll egy magyar tulajdonú privát Cessna 172RG típusú gép (lajstromjele: HA-PAK) Belgrádban. A gépen utazók közül senki nem sérül meg, de a gép jelentősen megrongálódik.[50]

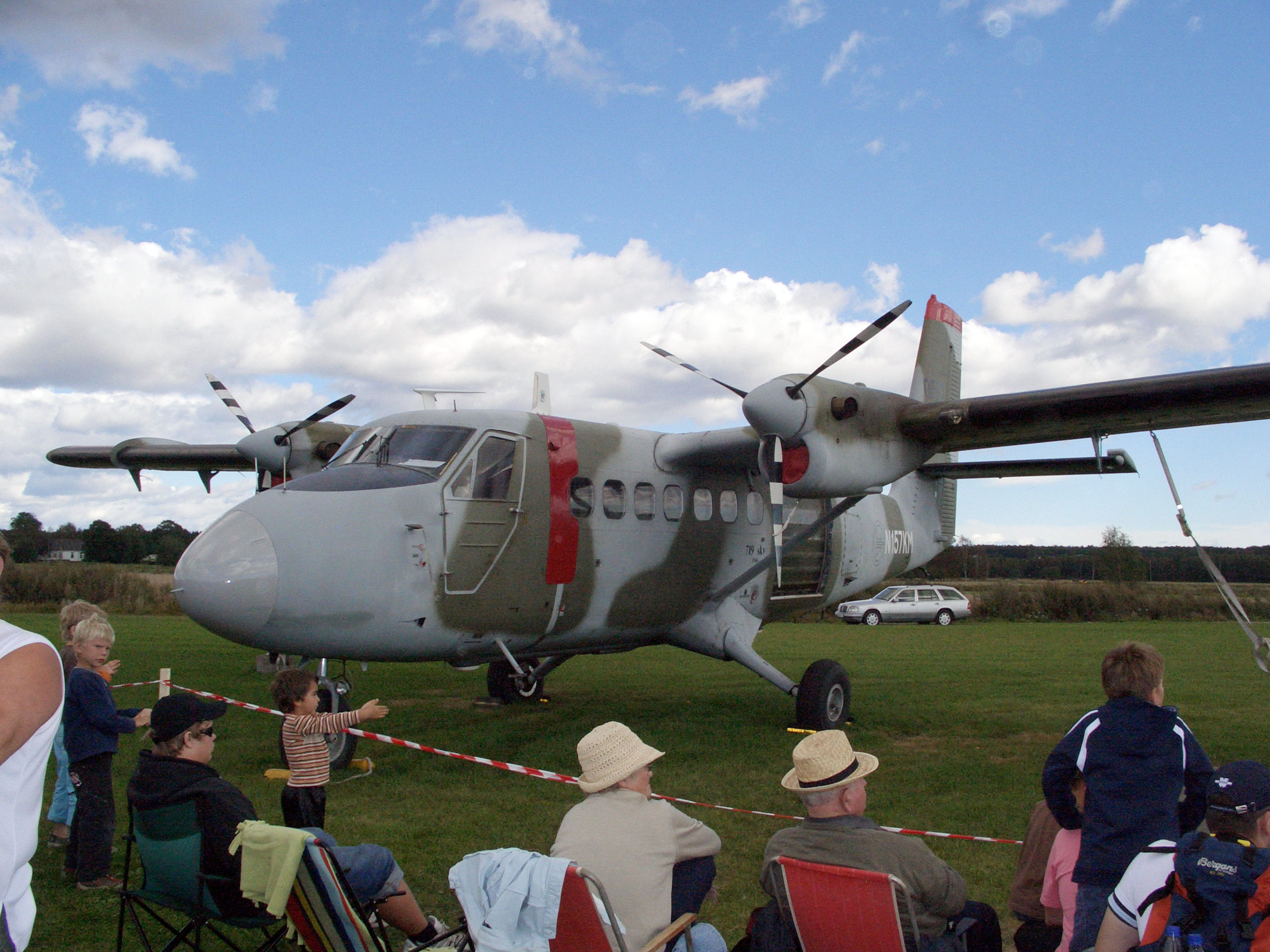
A március 8-án földbe csapódó DHC–6 Twin Otter típusú utasszállító (Jarlsberg repülőtér)
a kép dátuma: 2007. augusztus 25.

- március 8. – Felszállása után a földbe csapódik a Desert Sand Aircraft Leasing tulajdonában álló de Havilland Canada DHC–6 Twin Otter 100 típusú utasszállító gép (lajstromjele: N157KM) az Amerikai Egyesült Államokbeli Claytonban. A gépet vezető két pilóta életét veszti.[51]

- március 11.

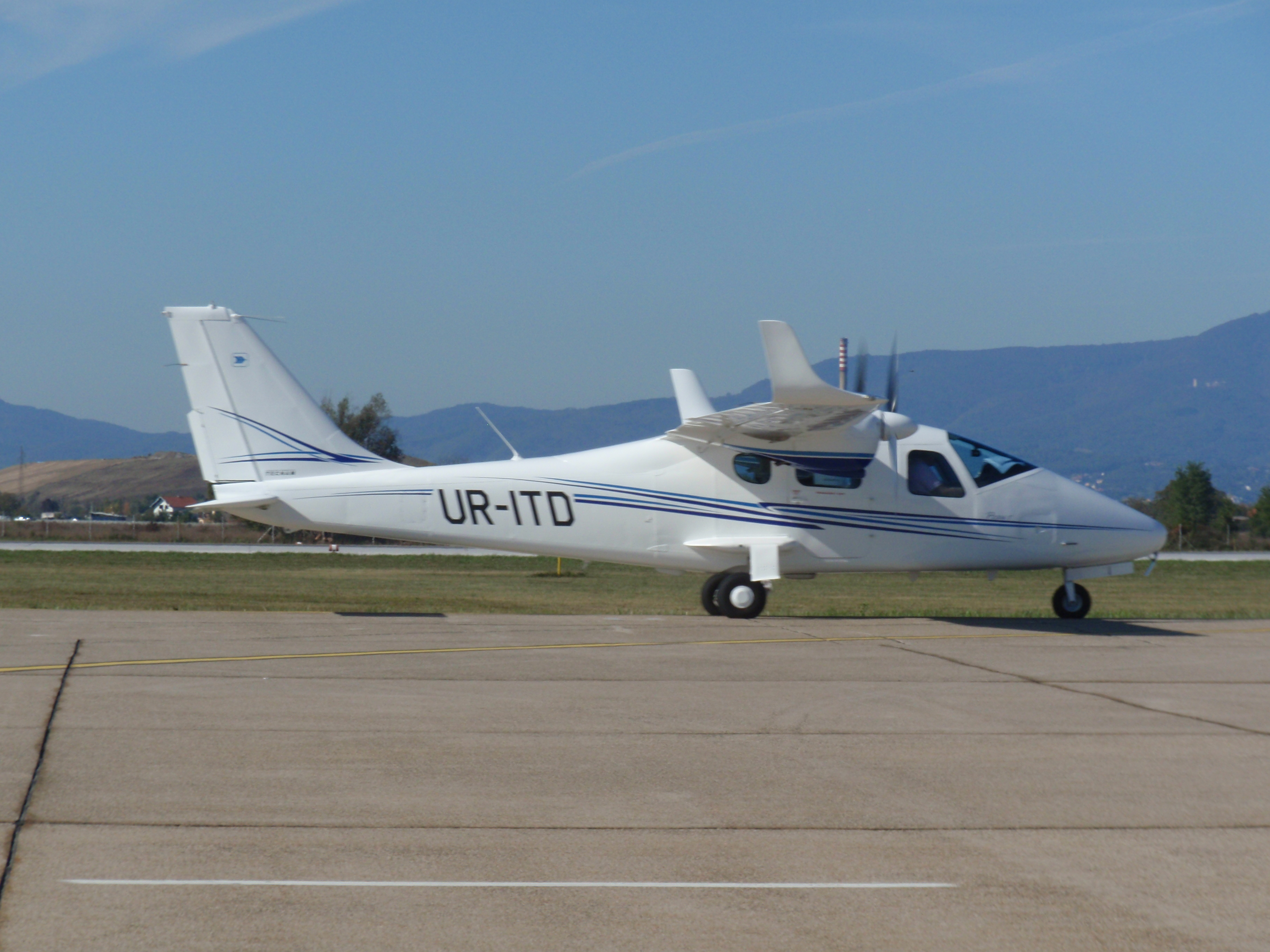
A március 11-én Ukrajnában lezuhanó Tecnam P2006T típusú oktatógép
a kép dátuma: 2009. októbere

  - Lezuhan egy Cessna 310R típusú magángép (lajstromjele: N310JR) az amerikai Tennesse állambeli Szmirnában. A balesetben hárman vesztik életüket.[52]
  - Leszállás közben a földbe csapódik egy Tecnam P2006T típusú oktató repülőgép (lajstromjele: UR-ITD) az ukrajnai Vasilkovskaja reptéren. A gépen négyen vesztik életüket.[53]
- március 16. – Felszállás után lezuhan egy Beechcraft Super King Air 200 típusú kétmotoros utasszállító gép (lajstromjele: N849BM) az amerikai Long Beach Municipal repülőtéren. A gépen hatan utaznak, öten életüket vesztik, egy ember súlyosan megsérül. A baleset körülményeit az FAA vizsgálja.[54]
- március 18. – Az orrfutó meghibásodása miatt a hasán landol a TAM (Transporte aereo Militar) egyik Xian MA60 típusú gépe (lajstromjele: FAB96) a bolíviai Rurrenabaque repülőterén. A gépen 33-an tartózkodnak, de senki nem sérül meg.[55]
- március 19. – Lezuhan egy Bell 407 típusú helikopter (lajstromjele: EK-KTA) Spanyolországban, a gépen 7 tűzoltó utazott közülük 6-an meghaltak egy ember súlyos sérüléseket szenvedett.[56][57]
- március 20. – Lezuhan egy Cessna P210N típusú magángép (lajstromjele: N50MC) a Kaliforniában Barstow közelében egy sivatagos területen. A gépen hárman utaztak mindannyian életüket vesztik. A baleset körülményeit vizsgálják.[58]

- március 21.

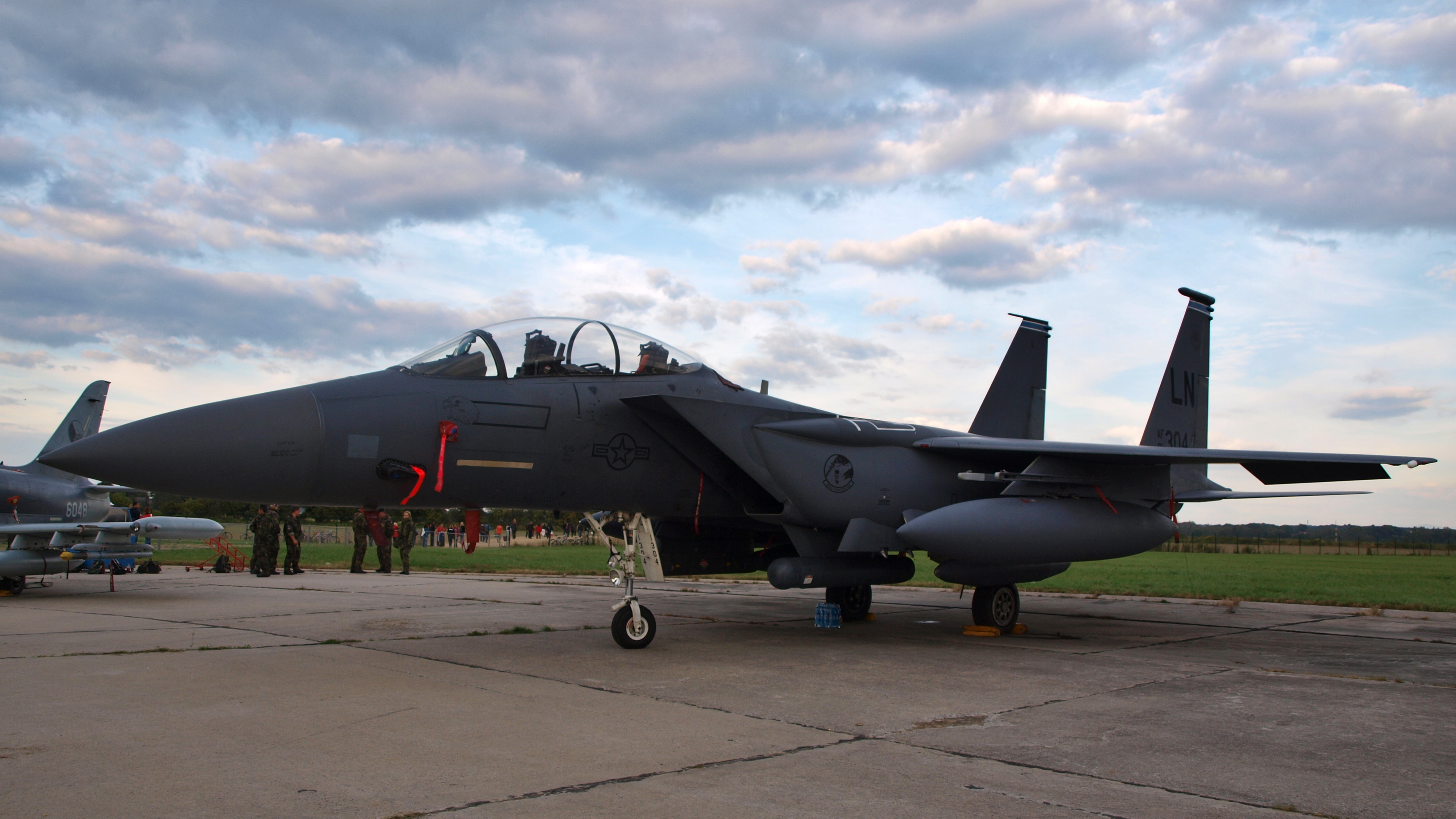
A március 21-én Líbia felett lezuhanó F–15 Eagle típusú vadászgép
a kép dátuma: 2010. szeptember 18.

  - Lezuhan és kigyullad a kongói Trans Air Congo társaság Antonov 12BP típusú teherszállító gépe. A gép Pointe Noire belvárosában csapódik a földnek, melynek következtében a földön 14-en meghalnak. A gépen összesen 9-en tartózkodnak köztük öt utas és a négyfős orosz legénység, mindannyian életüket vesztik. Az ICAO által 2006. július 1-jén kiadott közleménye szerint a TN-AGK lajstromjelű gép repülésre alkalmatlan.[59][60]
  - Mechanikai meghibásodás miatt lezuhan az Amerikai Légierő egyik F–15 Strike Eagle típusú harci gépe (oldalszáma: 91-0304/LN) a líbiai Bengázi közelében. A gép két pilótája sikeresen katapultál kisebb sérüléseket szenvednek. A pilótákat a líbiai felkelő erők találják meg és biztonságba helyezik őket.[61][62][63]
- március 27. – Bemutató repülés közben lezuhan egy Jak–52-es típusú kiképzőgép (lajstromjele: N808TD) a floridai Bunnel város repülőtere mellett. A gép a Wings Over Flagler nevű légi parádén vesz részt a Red Thunder csapat tagjaként. A gépet vezető 58 éves pilóta életét vesztette.[64]

- március 30.

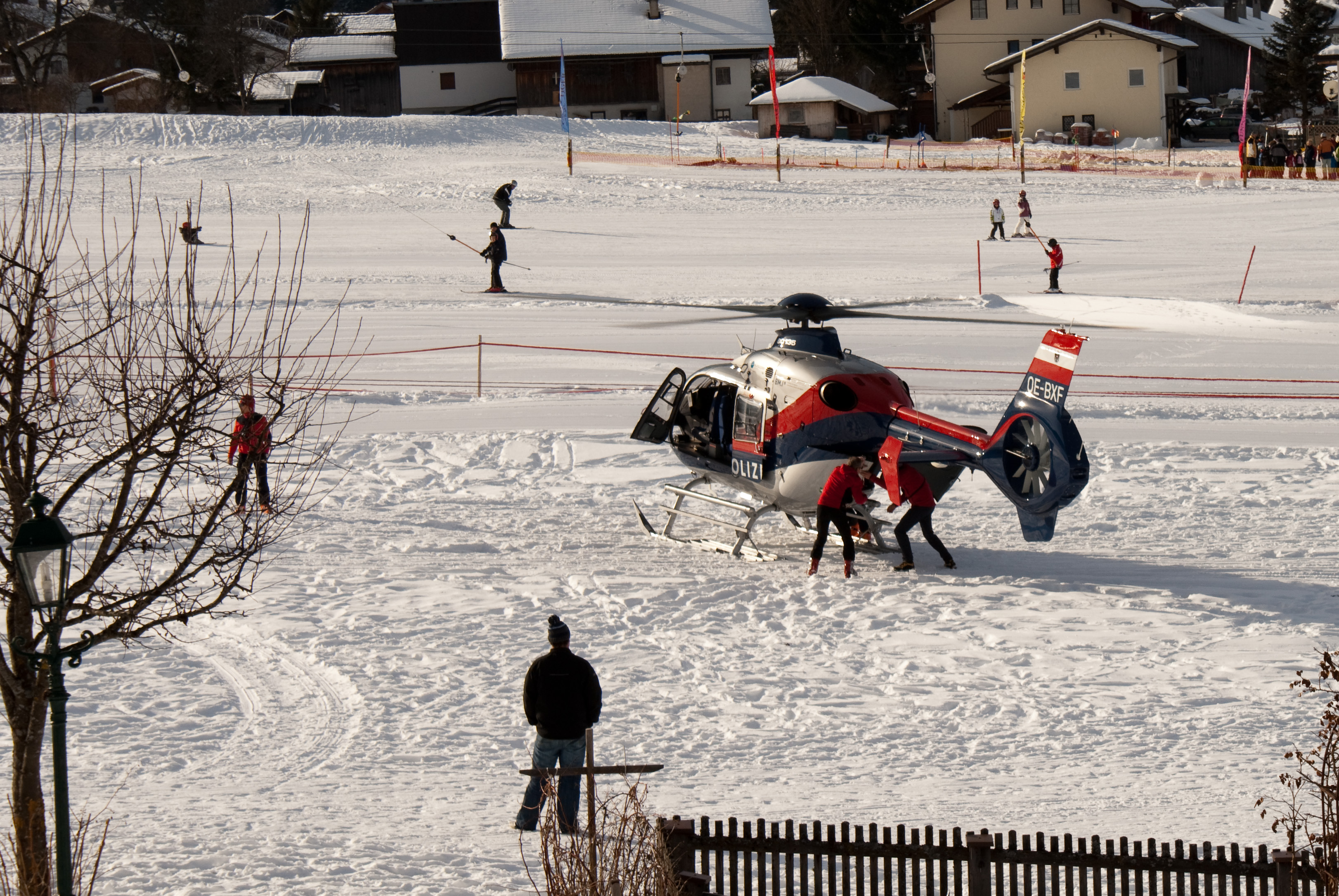
Az osztrák belügyminisztérium március 30-án lezuhant EC135 típusú rendőrségi helikoptere
a kép dátuma: 2010. február 17.

  - Lezuhan az osztrák belügyminisztérium egyik oktatási célra használt Eurocopter EC135 típusú rendőrségi helikoptere (lajstromjele: OE-BXF) a tiroli Achensee közelében. A gépen négyen tartózkodtak, egy ember meghalt három embert még keresnek.[65]
  - Lezuhan egy Piper PA–32R-301T típusú magángép (lajstromjele: VH-LKI) Ausztráliában az új-dél-walesi Moree repülőterétől 1 kilométerre. A gépen négyen utaznak mindnyájan életüket vesztik, a földön további két embert ölt meg a lezuhanó gép.[66]

### április
- április 1.
  - Lezuhan egy amerikai A–10 Thunderbolt II típusú vadászgép a németországi Eifel hegységben Laufeld falutól pár száz méterre. A pilóta sikeresen katapultál. Szemtanúk szerint a gép lángolva csapódott a földbe.[67]
  - Lezuhan egy CASA C–212–CC40 Aviocar 200 típusú gép (lajstromjele: C-FDKM) a kanadai Saskatchewan Saskatoon nevű városában. A gép egyik motorja leáll, ezért a pilóták egy főútra próbálják letenni a gépet. A landolás nem sikerül, a repülő egy épületnek csapódva összetörik, a két pilóta túléli a balesetet, ám utasuk életét veszti.[68]
  - Hirtelen nyomáscsökkenés miatt vészsüllyedésbe kezd és útját megszakítva kényszerleszállást hajt végre az amerikai Southwest Airlines Boeing 737–3H4 (WL) típusú WN-812 járatszámú belföldi járata (lajstromjele: N632SW). A gép 118 emberrel a fedélzetén sikeresen leszáll Yuma repülőterén, majd az utasokat továbbszállították egy másik géppel. A gép átvizsgálásakor egy 6 méter hosszú repedést fedeznek fel a törzsön.[69][70]
  - Madarakkal való ütközés miatt súlyosan megrongálódik az orrkúpja a Delta Airlines egyik Bombardier CRJ–200ER típusú utasszállító gépének (lajstromjele: N845AS), ezért kényszerleszállást hajt végre az arkansasi Little Rock repülőterén. A gépen 49-en tartózkodtak, senki nem sérült meg. Leszállás után a gép orrkúpjába szorulva egy Lármás daru (Grus americana) tetemét találják.[71]
- április 2. – Lezuhan egy Gulfstream G650 típusú utasszállító gép (lajstromjele: N652GD) az új-mexikói Roswellben. A tesztrepüléseket végző gép a Gulfstream Aerospace tulajdonában állt, a gép két pilótája és két a fedélzeten tartózkodó mérnök életét veszti. Az már biztos, hogy a gép hajtóművei leálltak, de az NTSB és a gyártó vállalat a balesetet még közösen vizsgálja.[72]
- április 4.
  - Leszállás közben lezuhan egy Canadair CRJ-100ER típusú ENSZ repülőgép (lajstromjele: 4L-GAE) Kongóban, Kinshasa város N'Djili repülőterén. A viharos időben futópályába csapódó gépen 33 utas és 4 fős személyzet veszti életét, 1 ember túléli a balesetet.[73][74]
  - Kiképzési repülés végrehajtása közben lezuhan a Kenyai Légierő (KAF) egyik Mi–17-es helikoptere (lajstromjele: KAF1103) Juja város mellett a Jomo Kenyatta Egyetem közelében. A gépen két pilóta és egy utas tartózkodik, mindannyian saját lábukon hagyták el a kigyulladt gépet. A gép feltehetően műszaki hiba miatt zuhant le, de a baleset körülményeit vizsgálják.[75]
- április 6.
  - Gyakorlórepülés teljesítése közben lezuhan az amerikai haditengerészet egyik F/A–18 Hornet típusú vadászgépe a kaliforniai Lemoore támaszpont közelében. A gép mindkét pilótája életét veszti. A baleset körülményeinek kivizsgálása folyik.[76][77]
  - Kiképzési repülés teljesítése közben lezuhan az Orosz Légierő egyik Szu–27 Flanker típusú vadászbombázó gépe Szolovej Kljucs falu területén, a gép pilótája sikeresen katapultál. Szemtanúk szerint a gép hajtóművei leálltak, a baleset körülményeit vizsgálják.[78]
- április 10. – Lezuhan egy Cessna Skyhawk F172N típusú kisgép (lajstromjele: YU-DNK) a szerbiai Mrčajevci faluban. A balesetben négyen vesztik életüket köztük a gép tulajdonosa aki a pilóta volt.[79]
- április 11. – A New York-i JFK repülőtér futópályáján összeütközik az Air France Airbus A380-as (lajstromjele: F-HPJD) és a Comair légitársaság Bombardier CRJ700 típusú utasszállító gépe (lajstromjele: N641CA). A balesetben senki nem sérült meg, de a gépek megrongálódtak ezért a járatokat törölték.[80]
- április 14. – Motorhiba miatti kényszerleszállás közben lezuhan egy Piper PA–32–260 Cherokee Six típusú kisgép (lajstromjele: 4X-ANS) az izraeli Haifa repülőterén. A gépen négyen utaznak mindannyian életüket vesztik.[81]
- április 18. – Leszállása közben műszaki hiba miatt a földbe csapódik a Szudáni Népi Felszabadító Hadsereg (SPLA) egyik Mil Mi–17 típusú helikoptere az El-Fasher repülőtéren. A gépen öten tartózkodnak mindannyian életüket vesztik.[82]
- április 19. – Leszállás közben egy épület falának ütközik és kiég az indiai Pawan Hans Helikopters egyik Mil Mi–172 típusú utasszállító helikoptere (lajstromjele: VT-PHF). A gépen 23-an utaznak 20-an életüket vesztik.[83]
- április 21.
  - Végrehajtja első menetrend szerinti repülését a Szuhoj Superjet 100 utasszállító repülőgép (lajstromjele: EK95015). Az örmény Armavia légitársaság gépe a Jereván–Moszkva útvonalat 90 utassal a fedélzetén 2 óra 55 perc alatt teszi meg.[84][85]
  - Felszállás közben lezuhan egy Piper Seneca típusú kétmotoros magángép (lajstromjele: PT-EFS) a brazíliai Manaus repülőterén. A gépen heten utaznak, mindannyian életüket vesztik.[86]
  - Kiképzési repülés teljesítése közben lezuhan az Indiai Hadsereg egyik ALH típusú helikoptere Szikkim állam területén. A gép fedélzetén két pilóta és két katona veszti életét. A balesetért a rossz időjárást okolják.[87]
- április 22. – Megközelítés közben lezuhan egy Beechcraft Baron típusú kétmotoros magángép (lajstromjele: N580EA) a Kansas állambeli Topeka közelében. A gépen négyen utaznak köztük két gyermek, mindannyian életüket vesztik.[88]
- április 24. – Lezuhan egy Jakovlev Jak–52TD típusú kétüléses magángép (lajstromjele: RA-3619K) Franciaországban Fontenay-Tresigny közelében. A gép pilótája és utasa életét veszti.[89]
- április 25. – Egy zavart elmeállapotú kazahsztáni férfi megpróbálja eltéríteni az Alitalia egyik A321–100 típusú (lajstromjele: I-BIXA) Párizsból Rómába tartó (járatszáma: AZ-329) gépét. A férfi körömreszelővel felszerelkezve követelte, hogy a gép repüljön a líbiai Tripoliba. A gép néhány utasa és a légikísérők lefegyverzik a férfit, a dulakodásban egy légikísérő megsérül, akit Rómában elsősegélyben részesítenek. A gépeltérítőt az olasz hatóságok őrizetbe veszik.[90]

### május
- május 7. – Tengerbe zuhan az indonéz Merpati Nusantara légitársaság MZ-8968 Sorong-Kaimana járatát teljesítő Xian MA–60 típusú utasszállító gépe (lajstromjele: PK-MZK) Pápua Új-Guinea közelében, 21 utassal és 6 főnyi személyzettel a fedélzetén. A mentőcsapatok nem találnak túlélőt.[91]
- május 18. – Lezuhan az argentin Sol Líneas Aéreas regionális légitársaság Saab 340 típusú gépe (lajstromjele: LV-CEJ) Argentína déli részén. A gép pilótái 42 perccel felszállásuk után jelzik, hogy problémájuk van a géppel, majd eltűnnek a radar képernyőjéről. A gépen 19 utas és 3 fős személyzet veszti életét.[92]
- május 20. – A tengerbe zuhan a török rendőrség egyik SE.3130 típusú helikoptere Isztambulban. A gépen öten utaznak csak a pilóta éli túl a balesetet. A forgószárnyas lezuhanásának okai tisztázatlanok a kivizsgálás folyik.[93]
- május 21. – Repüléstilalmi zónát jelölnek ki Izland legaktívabb vulkánja, a Grímsvötn kitörése miatt az izlandi hatóságok. A zónát a vulkán 220 kilométeres sugarában jelölik ki, így az arra repülő járatoknak délebbre kell kerülniük.[94]
- május 25.
  - Lezuhan az indiai Air Charter Services egyik Pilatus PC–12 típusú betegszállító repülőgépe (lajstromjele: VT-ACF) Faridábádban. A gép egy lakóházra zuhan, ezért a gépen lévő 7 ember mellett további 3 ember veszti életét.[95]
  - Lezuhan egy Beechcraft 58 Baron típusú kétmotoros kisgép az Egyesült Államokban. Az N77AR lajstromjelű gépen négy fiatal nő utazik, mindnyájan életüket vesztik.[96]
- május 30. – A földbe csapódik az iráni hadsereg Bell AH–1J Sea Cobra típusú katonai helikoptere Iszfahán város közelében. A gép kétfős személyzete életét veszti. A forgószárnyas feltehetően műszaki hiba miatt zuhant le.[97]

### június
- június 1. – Lezuhan a Pakisztán Rangers Bell 206L LongRanger típusú helikoptere (oldalszáma 2025) a Sindh folyó közelében Kelet-Pakisztánban. A rossz időjárási körülmények között repülő gépen négyen tartózkodnak, mindnyájan életüket vesztik.[98]
- június 7. – Gyakorlórepülés teljesítése közben a földbe csapódik a Wisconsini Légi Nemzeti Gárda 115. vadászezredéhez tartozó egyik F–16-os vadászbombázó New Chester városától délre. A gép egy nyaralóra zuhan, az épületben senki nem tartózkodik és a pilóta is sikeresen katapultál.[99]
- június 8. – Lezuhan az Angolai Légierő kötelékébe tartozó egyik Mil Mi–17-es helikoptere (oldalszáma: M/621) Saurimo város közelében. A gépen öten tartózkodnak, mindnyájan életüket vesztik.[100]
- június 11. – Felszállás után távvezetéknek ütközik és lezuhan a kolumbiai rendőrség egyik Bell UH–1H Huey típusú helikoptere (lajstromjele: PNC-0731) La Salina városában. A gépen utazó 12 rendőr közül 8 életét veszti. A helikopter balesetét valószínűleg mechanikai hiba okozta.[101]
- június 15. – Hegyoldalnak ütközik és kiég Andorrában egy Eurocopter AS 350B3 Écureuil típusú helikopter (lajstromjele: F-GYDJ). A gépen hatan utaznak, egy ember súlyos égési sérülésekkel túléli a balesetet, egy embert keresnek, négyen életüket vesztik. Ez volt Andorra történetének második légi balesete, az első 2001. március 23-án történt.[102]
- június 18. – Płockban egy légibemutatón a Visztulába csapódik és életét veszti Marek Szufa lengyel műrepülő pilóta Christen Eagle II N54CE típusú gépével. Marek Szufa 57 éves volt.[103]
- június 20. – Kényszerleszállás közben egy autóútnak csapódik és összetörik a RussAir orosz légitársaság Moszkvából Petrozavodszkba tartó Tu–134 típusú utasszállító gépe (lajstromjele: RA-65691, járatszám: 243). A repülőn 43 utas és 9 fős személyzet tartózkodik, 47-en életüket vesztik a szerencsétlenségben. A gép lezuhanásának okait a fekete dobozok adatai alapján vizsgálják.[104]
  - A fekete dobozok adatainak elemzése után kiderült, hogy pilótahiba, a navigációs tiszt alkoholos befolyásoltsága, a sűrű köd, és a repülésirányítók téves adatközlése együttesen okozta a szerencsétlenséget.[105]
- június 23. – Berepülés teljesítése közben lezuhan egy MiG–29 KUB típusú hajófedélzeti vadászbombázó Oroszországban. A vadászbombázó az oroszországi Asztrahány körzetben, 43 kilométerre Ahtubinszk városától csapódik a földbe. A gépet berepülő két pilóta életét veszti. A honvédelmi minisztérium repülési tilalmat rendel el a típusra, míg a baleset okai nem tisztázódnak.[106]

### július
- július 6. – Hegynek csapódik és felrobban a Silk Way Légitársaság ll–76TD típusú szállítógépe (lajstromjele: 4K-AZ55) Afganisztánban Bagram repülőterétől nem messze. A Bakıból induló gépen kilencen utaznak, mindannyian életüket vesztik.[107]
- július 8. – Leszállás közben lezuhan a Hewa Bora kongói légitársaság Boeing 727–030 típusú utasszállító gépe (lajstromjele: 9Q-COP?) a Kisangani repülőtéren. A gépen 118 ember tartózkodik 76-an életüket vesztik.[108]
- július 11. – A szibériai Ob folyón hajt végre kényszerleszállást az orosz Angara Airlines Antonov An–24 típusú utasszállító gépe (lajstromjele: RA-47302), miután a gép egyik motorja kigyullad. A repülő leszállása után nem süllyed el, ezért 29 túlélőt sikeresen kimentenek, hatan azonban így is életüket vesztik.[109][110]
- július 13. – Kényszerleszállás végrehajtása közben lezuhan a Noar Linhas Aéreas brazil légitársaság Let L–410 típusú utasszállító gépe (lajstromjele: PR-NOB) a brazíliai Recife repülőterének közelében. A pilóta közvetlenül a felszállás után műszaki problémára hivatkozva próbál kényszerleszállást végrehajtani, de a gép nem volt képes a kijelölt 36-os futópályára fordulni és lezuhan. A gép kétfős legénysége és 14 utasa életét veszti.[111][112]
- július 18. – Felszállása közben a földbe csapódik a Jet Age Alapítvány felújított MiG–15UTI típusú oldtimer gépe (lajstromjele: HA-UTI, oldalszáma: 031) Szolnokon. A gép lezuhanásának okai tisztázatlanok. A pilóták sérülés nélkül megússzák a balesetet, de a frissen felújított gép komolyan megrongálódik.[113][114]
- július 19. – Kiképzési repülés teljesítése közben lezuhan az Egyesült Arab Emirátusok egyik Mirage 2000-9EAD típusú vadászgépe. Az Al Dhafra légibázisról felszálló gép pilótája, Suhail Mubarak Abdullah al-Dhaheri főhadnagy életét veszti.[115][116]

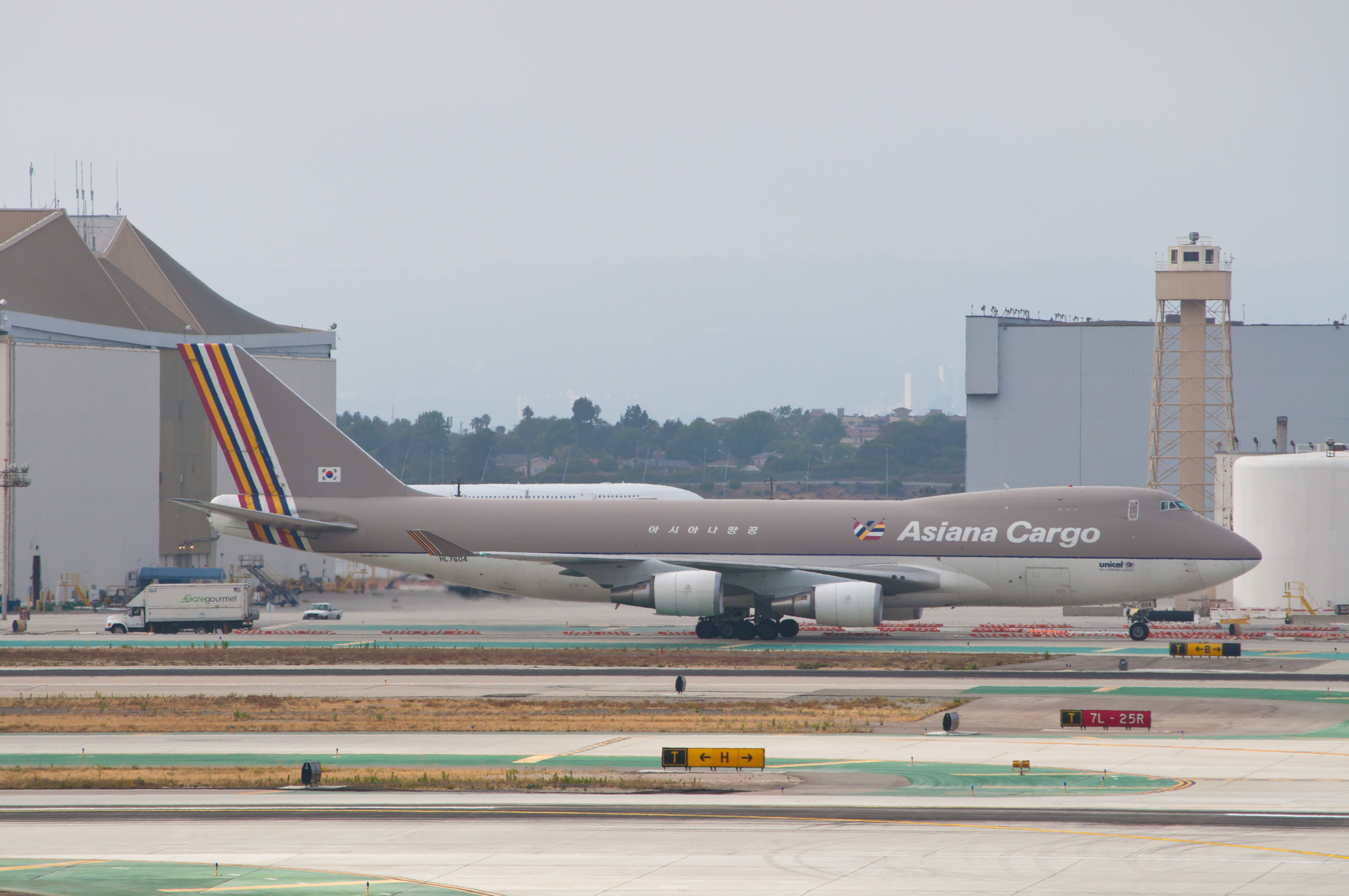
Az Asiana Airlines lezuhant Boeing B747–400F típusú cargo gépe (lajstromjele: HL7604) 2011. június 25-én Los Angelesben

- július 24. – Lezuhan a Thai Királyi Légierő egyik Bell 212 típusú többcélú helikoptere (oldalszáma: 35098) a Phetchaburi tartományban, melynek következtében a típus repülési engedélyét visszavonták. A gépen négyen utaztak közülük hárman életüket vesztik. A Thai légierő fekete hónapja ez mivel 19-én egy UH–60 Black Hawk (oldalszáma: 6928) zuhan le 9 embert megölve, míg 16-án egy UH–1H Huey csapódik földnek 5 ember halálát okozva.[117]
- július 26. – Leszálláshoz készülődve lezuhan a Marokkói Királyi Légierő egyik C–130H típusú teherszállító repülőgépe (lajstromjele: CNA-OQ) 10 kilométerre Guelmim városától, hegyvidéki területen. A gépen 9 fős személyzet, 60 katona és 12 civil utas tartózkodik, a balesetet hárman súlyos sérülésekkel túlélik. A szállítógép lezuhanásának okát vizsgálják, de feltételezik a rossz időjárási körülmények közrejátszását.[118]
- július 28. – A Sárga-tengerbe zuhan a dél-koreai Asiana Airlines egyik Boeing B747–400F típusú teherszállító gépe (lajstromjele: HL7604). A Szöulból Sanghajba tartó gép pilótái raktértüzet jelentenek és leszállási engedélyt kérnek a Jeju szigeti repülőtérre, majd nem sokkal ezután a gép eltűnik a radar képernyőjéről. A jumbo két pilótája életét veszti. A cargo gép 58 tonna árut szállított, melyből 400 kg veszélyes anyagnak minősült.[119]
- július 30. – Leszállás közben kicsúszik a futópályáról és kettétörik a Caribbean Airlines egyik Boeing 737–800 (lajstromjele: 9Y-PBM) típusú utasszállító gépe Guyana repülőterén. A New Yorkból Trinidad és Tobagón keresztül Guyanába tartó gépen 162-en utaznak és néhányan megsérülnek.[120]

### augusztus
- augusztus 2. – Lezuhan a Brazil Légierő (FAB) egyik Cessna 208B Grand Caravan típusú gépe (lajstromjele: FAB2735) Bom Jardim da Serra közelében. A katonai gépen nyolcan tartózkodnak, a mentőcsapatok nem találnak túlélőt. A baleset körülményeit vizsgálják.[121]
- augusztus 3.
  - Hegynek csapódik az indonéz Nyaman Air, Bell 412 típusú helikoptere (lajstromjele: PK-FUG). A gép fedélzetén 10 ember tartózkodik, egy embert életben találnak a mentőcsapatok, de később ő is belehal sérüléseibe.[122]
  - Két ember életét veszti egy földnek csapódó motoros sárkányrepülőn Ságvár közelében. A helyszíni vizsgálatok megállapították, hogy a gép nagy sebességgel, meredek szögben, járó motorral, orral ütközött a földnek.[123]

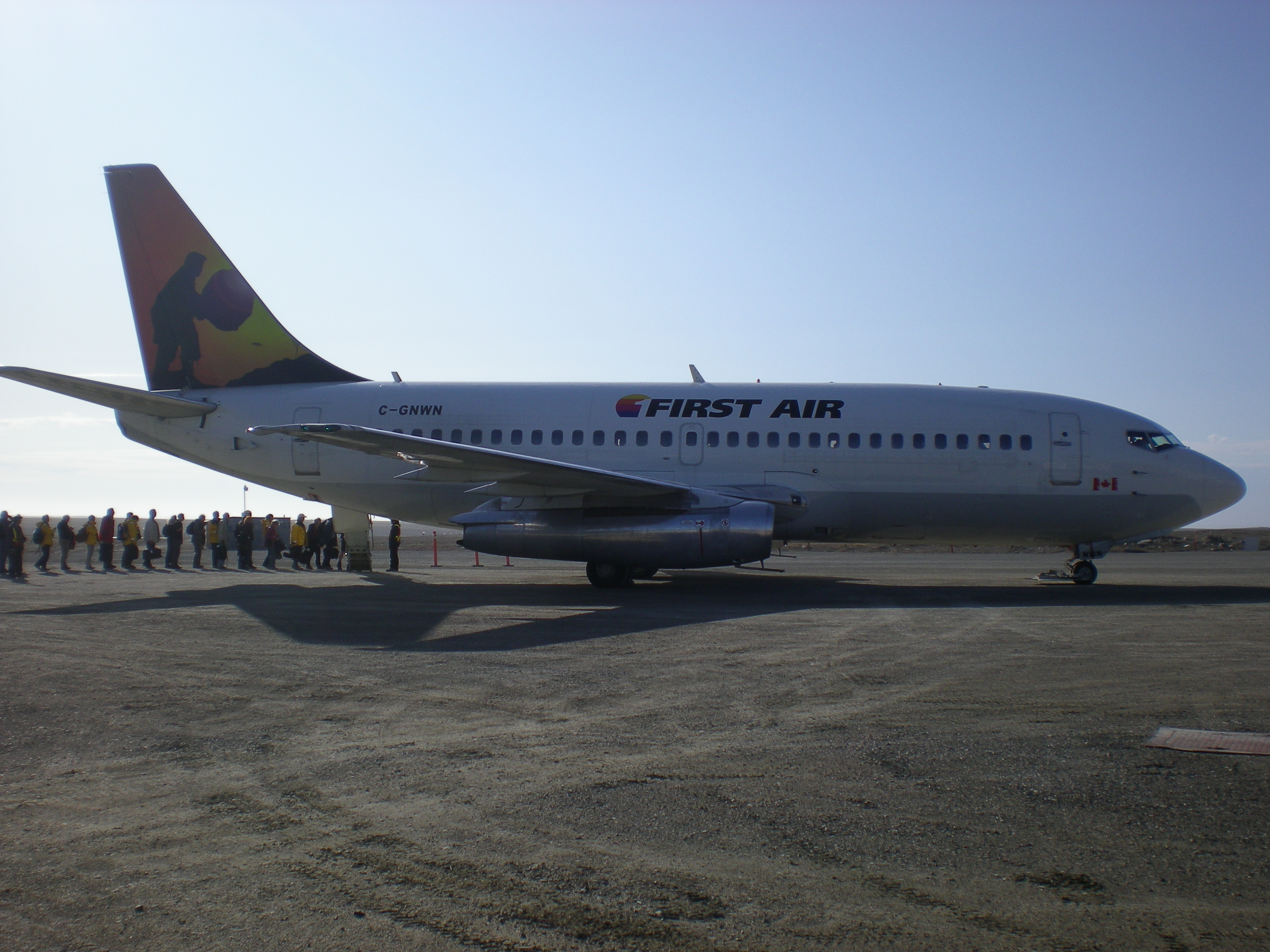
A First Air légitársaság C-GNWN lajstromú Boeing 737-es gépe Cambridge Bay repülőterén 2009-ben

- augusztus 6. – Hadműveleti repülés teljesítése közben lezuhan a NATO egyik Boeing CH–47 Chinook típusú helikoptere (oldalszáma: 89-00175) Afganisztán középső részén Vardak tartományban. A forgószárnyas fedélzetén 31 amerikai és 7 afgán katona veszti életét. A gép vesztét egy lázadó tálibokkal való összecsapás okozhatta, melyben 8 tálib veszti életét. A NATO egyelőre nem közli, hogy a gépet lelőtték volna.[124][125]
- augusztus 8. – A rossz időjárási körülmények miatt kényszerleszállást hajt végre az orosz IrAero légitársaság Antonov An–24RV típusú utasszállító gépe (lajstromjele: RA-46561). Az erős szélnyírás és a zuhogó eső miatt azonban a gép túlszalad a kifutópályán és elveszti szárnyait. A repülőn 36-an tartózkodnak, 12 embert kórházba szállítanak, halálos áldozat nincs.[126]
- augusztus 9. – Lezuhan az orosz Avis Amur légitársaság An–12 típusú szállítógépe (lajstromjele: RA-11125) a Magadani területen. Az előzetes hírek szerint a pilóták hajtóműtüzet jeleztek és kényszerleszálláshoz készülődtek, majd nem sokkal ezután megszakadt a kapcsolat a géppel. A gépen 11 utas és 17 tonna rakomány volt, túlélőt nem találnak.[127]
- augusztus 10. – Lezuhan az amerikai tengerészgyalogság egyik F/A–18 Hornet típusú harci repülőgépe. A Csendes-óceánba csapódó gépen két pilóta tartózkodik, ők sikeresen katapultálnak és négy óra múlva megtalálják őket a mentőcsapatok. A baleset körülményeinek kivizsgálását a gép megtalálása után kezdik el.[128]
- augusztus 20.
  - Bemutató repülés közben lezuhan a Brit Királyi Légierő Red Arrows kötelékébe tartozó BAe Hawk T.1 (oldalszáma: XX308) típusú gépe a bournemouth-i légi fesztiválon. A gépet a 33 éves Jon "Eggman" Egging hadnagy vezeti, aki életét veszti a balesetben. A baleset okait vizsgálják.[129][130]
  - Leszállás közben egy dombnak ütközik a First Air légitársaság egyik Boeing 737 típusú utasszállító gépe (lajstromjele: C-GNWN) az északi-sarkvidéki Resolute Bay repülőtere közelében. A gépen 11 utas és 4 fős személyzet tartózkodik csak 3 túlélőt találnak. A gép fekete dobozait megtalálják a baleset körülményeit vizsgálják.[131]
- augusztus 29. – Túlszalad a kifutón, majd összeomlik az orrfutója a Gulf Air Airbus A320 típusú utasszállító gépének (lajstromjele: A9C-AG) az indiai Kochi nemzetközi repülőtéren. A Bahreinből érkező gépen 137 utas és hatfős személyzet tartózkodik, a balesetben csak egy utas sérül meg komolyabban.[132]
- augusztus 30. – A levegőben összeütközik a Litván Légierő egyik L–39 Albatros típusú gépe (oldalszáma 1.) egy francia Mirage 2000 típusú géppel a litván zokniai légibázis közelében. A balesetben a litván gép pilótái katapultálnak, a Mirage pilótája sikeres kényszerleszállást hajt végre.[133]

### szeptember
- szeptember 2.

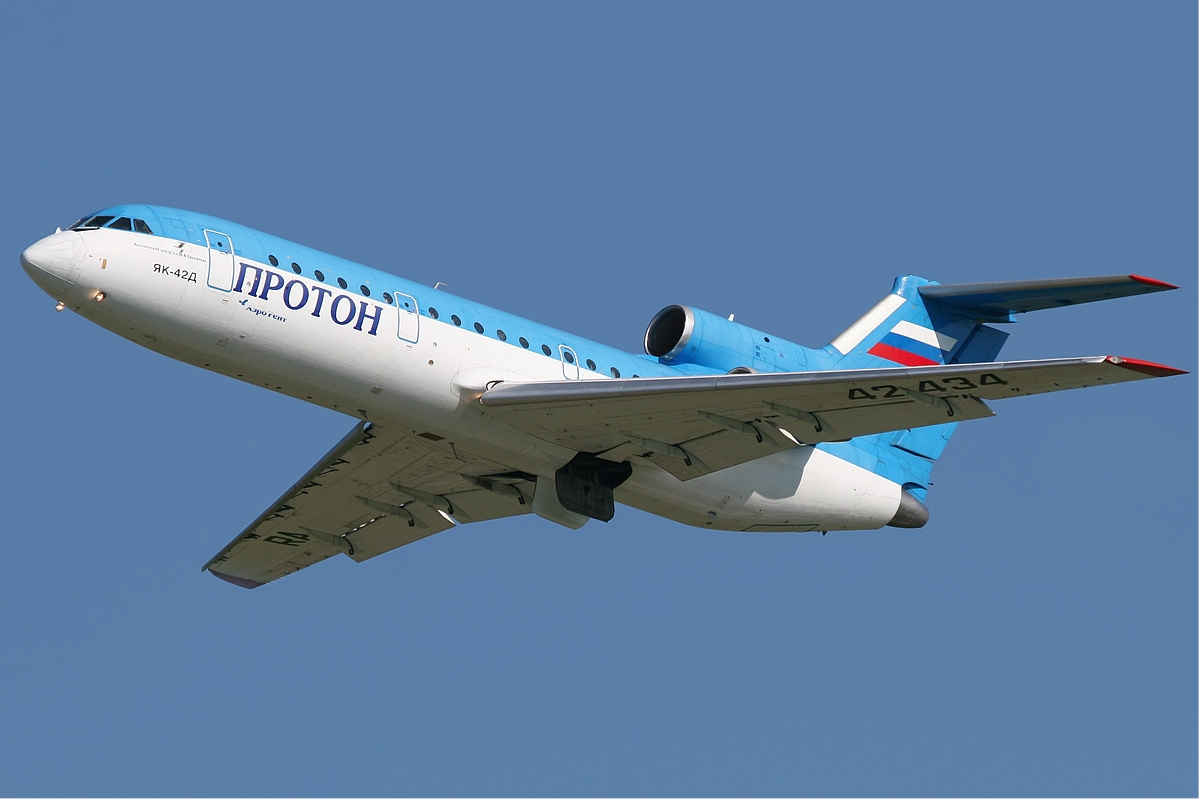
A jaroszlavli légi katasztrófában lezuhant RA-42434 lajstromú Jak–42D (2006)

  - Lezuhan a Chilei légierő egyik Casa C–212 Aviocar típusú gépe (oldalszáma: 966) 21 emberrel a fedélzetén. A gép kétszer próbál landolni a Juan Fernández-szigetek repülőterén, majd megszakad a kapcsolat a személyzettel. A Santiago de Chiléből induló repülőgép roncsait egy kilométerre a repülőtértől az óceánban találják meg. Túlélők nincsenek.[134][135]
  - Lezuhan a Grant Aviation által üzemeltetett Cessna 208B Grand Caravan típusú repülőgép (lajstromjele: N162GA) Alaszkában, miután a levegőben összeütközik egy Cessna 207 típusú géppel. A Grand Caravan pilótája életét veszti a balesetben, a másik gép sikeres kényszerleszállást hajt végre.[136]

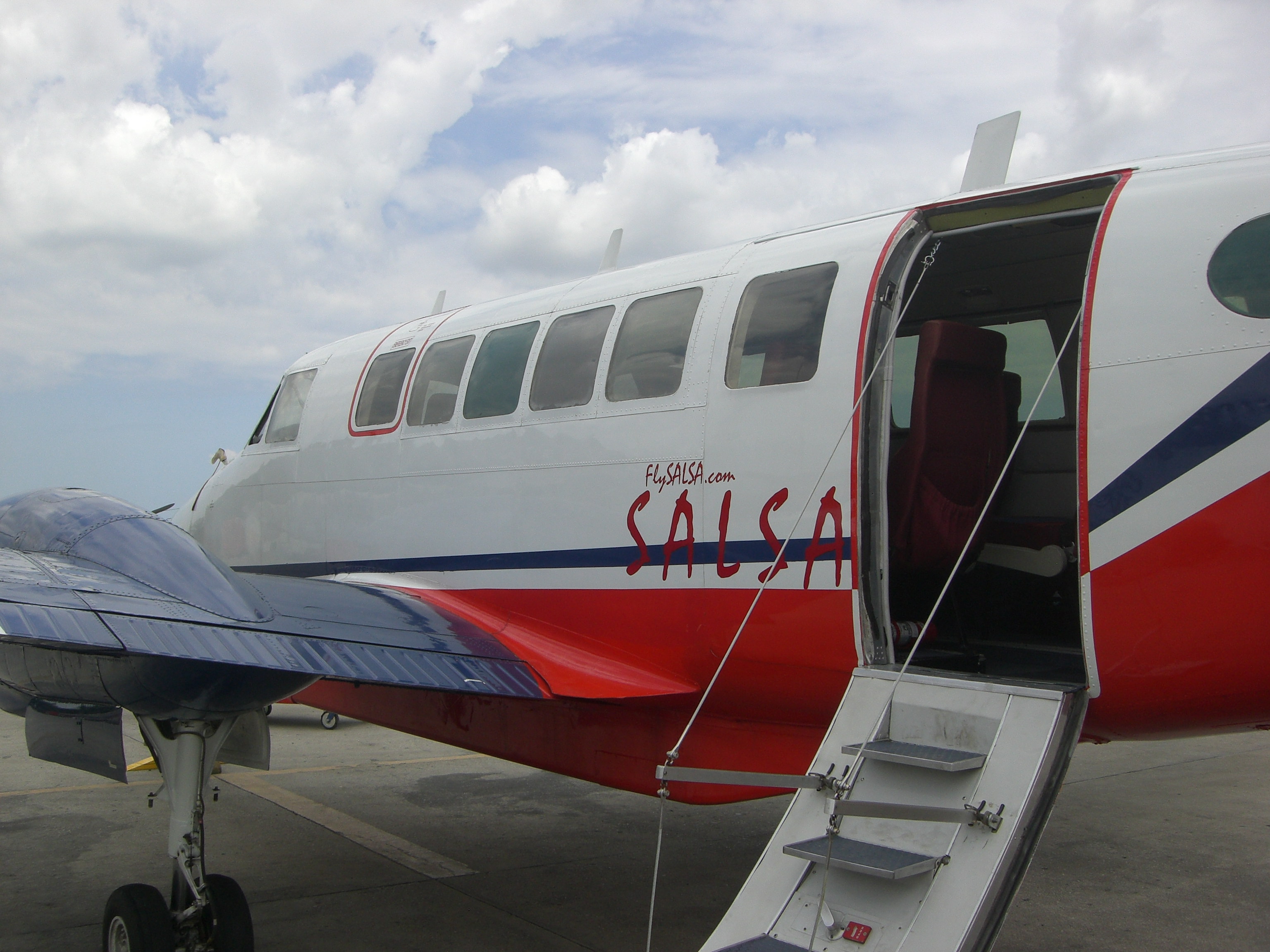
A Haitin lezuhant HH-APA lajstromú Beechcraft 99-es (Port-au-Prince repülőtér), 2011. 05. 05.

- szeptember 3. – Landoláskor kidurran az iráni Mahan Air Airbus A300 típusú gépének (lajstromjele: EP-MNT) gumiabroncsa, melynek következtében a gép elhagyja a futópályát és az orrfutója összeomlik. A balesetben 11-en sérülnek meg, egy utas komolyabban.[137]

- szeptember 6.

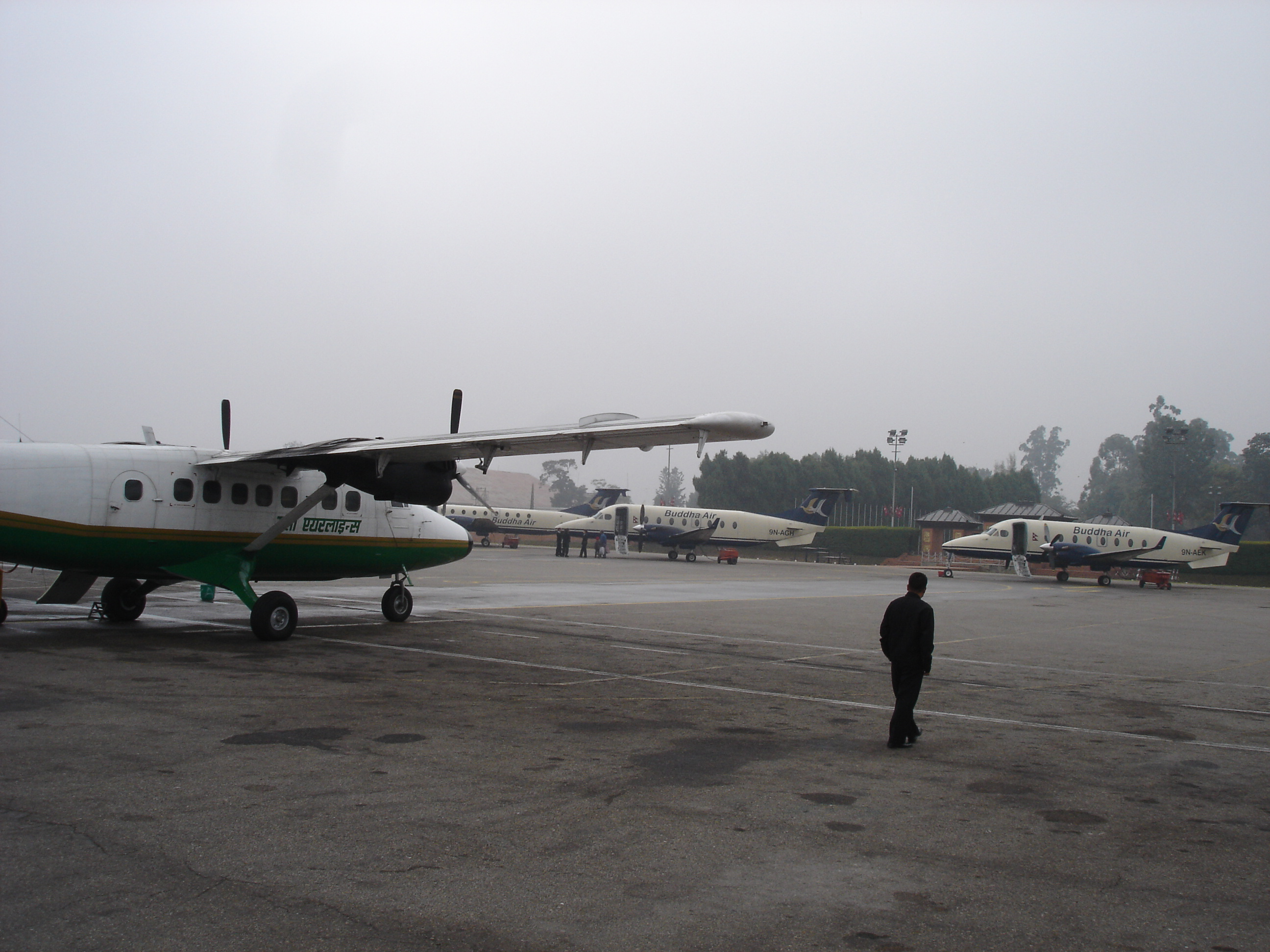
A kép jobb oldalán a szeptember 25-én Nepálban lezuhant Beechcraft 1900D látható (Katmandu repülőtér 2007)

  - Felszállás közben a földbe csapódik az Orosz Légierő egyik MiG–31 típusú elfogó vadászrepülőgépe az Urál térségében, Permi területen. A Szokol légibázisról induló gépen két pilóta tartózkodik, ők életüket vesztik a balesetben. Az orosz védelmi minisztérium leállítja a MiG–31-esek repüléseit, amíg a vizsgálat kideríti a baleset okát.[138]
  - Megközelítés közben lezuhan az Aerocon légitársaság Fairchild Metro 23 típusú utasszállító gépe (lajstromjele: CP-2548) a bolíviai Trinidad repülőtér közelében. A gépen 7 utas és két pilóta tartózkodik. Az egyik pilótát, a 35 éves Minor Vidalt három nappal a baleset után az Amazonas dzsungelében életben találják.[139][140]
- szeptember 7. – Felszállás közben lezuhan a Lokomotyiv Jaroszlavl KHL-es jégkorongcsapatot szállító Jak–42D típusú utasszállító gép (lajstromszáma: RA-42434) Oroszországban, Jaroszlavl mellett. A gép törzse három részre szakad és kiég, a jaroszlavli légi katasztrófában 37 utas és 7 főnyi személyzet veszti életét, két túlélőt találnak, a gép fedélzeti mérnökét és a csapat csatárát Alekszandr Galimovot, állapotuk válságos, Galimov szeptember 12-én belehal sérüléseibe. A szeptember 14-én kiadott nem hivatalos közleményben az áll, hogy a gép behúzott parkolófékekkel próbált felszállni, ami jelentősen megnehezítette a felszálló sebesség elérését.[141][142][143]
- szeptember 14. – Lezuhan az Angolai Légierő Embraer 120ER Brasilia típusú szállítógépe (oldalszáma: T-500). A huambói reptérről felszálló gépen 23-an tartózkodnak. A személyzet négy tagja és további két utas túléli a balesetet, 17-en életüket vesztik. Egyes források 30 halálos áldozatról írnak. A 2002-ben gyártott gép valószínűleg műszaki hiba miatt zuhant le.[144]
- szeptember 16. – Bemutató repülés teljesítése közben a nézőkkel zsúfolt lelátóra zuhan egy P–51 Mustang típusú második világháborús harci repülőgép (lajstromjele: N79111) a Nevada államban lévő Reno városában. A gép pilótája, a 74 éves Jimmy Leeward életét veszti, rajta kívül két néző szenved halálos sérülést és legalább 56 ember sérül meg a szerencsétlenségben.[145]
- szeptember 19. – Gyakorlórepülés közben lezuhan az Amerikai Tengerészgyalogság egyik AH-1W Super Cobra típusú helikoptere Fallbrook közelében. A gép két pilótája életét veszti, a balesetben lángra kap a környező növényzet és nagy kiterjedésű bozóttűz alakul ki. A baleset körülményeit vizsgálják.[146]
- szeptember 20. – Lezuhan 3 emberrel a fedélzetén a SALSA d'Haiti Beechcraft 99 típusú utasszállító gépe (lajstromjele: HH-APA) Haitin, Milot város közelében. Túlélőt nem találnak, a gép lezuhanásának okait vizsgálják, de az igen erős vihar lehetett a baleset kiváltó oka.[147]
- szeptember 25. – Hegyoldalnak csapódik a nepáli Buddha Air Beechcraft 1900D típusú utasszállító gépe (lajstromjele: 9N-AEK) Godavari településnél. A gépen 16 utas és 3 fős személyzet tartózkodik, egy túlélőt találnak a mentők. A baleset idején sűrű köd volt a térségben, de szemtanúk arról számoltak be, hogy a gép lezuhanása előtt lángolt.[148]
- szeptember 26. – Földet éréskor a hatalmas erőhatások miatt leszakadnak a hajtóművei az Aeropostal venezuelai légitársaság egyik DC–9 típusú utasszállító gépének (lajstromjele: YV-136T) a Manuel Carlos Piar Guayana repülőtéren. A 125 utas és 5 fős személyzet sérülések nélkül megússza az incidenst, a gépben viszont jelentős károk keletkeznek.[149]
- szeptember 29. – Lezuhan egy CASA C–212 Aviocar típusú utasszállító repülőgép (lajstromjele: PK-TLF) az indonéz Szumátra szigetén. A Nusantara Buana Air járatán 4 fős személyzet és 14 utas tartózkodik, senki nem éli túl a balesetet. A légitársaság szerepel azon a feketelistán, amely az Európai Unióból elégtelen biztonsági intézkedéseik miatt kitiltott légitársaságokat sorolja fel.[150]

### október
- október 7. – Gyakorlórepülés teljesítése utáni leszálláskor lezuhan az Indiai Légierő egyik MiG–21 típusú harci repülőgépe a Rádzsasztán állambeli Uttarla repülőtér közelében. A gép pilótája sikeres katapultálást hajt végre. A baleset miatt repülési tilalommal sújtják a típust. Az egyre öregedő géppark várhatóan 2012-2013 között véglegesen kivonásra kerül.[151]
- október 13. – Lezuhan egy DHC–8–102 típusú utasszállító gép (lajstrpmjele: P2-MCJ) a pápua új-guineai Madang közelében. A gépen 32-en utaznak csak a két pilóta és két utas éli túl a balesetet. A gép lezuhanásának okait vizsgálják.[152]
- október 14. – Lezuhan egy Cessna 208B Grand Caravan típusú utasszállító kisgép (lajstromjele: A2-AKD) Botswánában, Xakanaka repülőteréről való felszállás közben. A Moremi Air által üzemeltetett gépen 12-en utaznak közülük csak négyen élik túl a balesetet.[153]
- október 19. – Mentési feladat elvégzése után lezuhan a Nepáli Hadsereg Pilatus Britten-Norman BN-2T Turbine Islander típusú repülőgépe (lajstromjele: RAN-49) az indiai határ közelében. A gépen négy utas és két pilóta tartózkodik mindnyájan életüket vesztik. A szemtanúk szerint a gép bármiféle jelzőfény vagy világítás nélkül csapódott hegyoldalnak.[154]
- október 25. – Leszállás közben a futópálya betonjának csapódik a Jemeni Légierő egyik An–24 vagy An–26 típusú szállítógépe az Al-Anad légibázison. A gépen 15-en tartózkodnak közülük négyen életüket vesztik. A gép lezuhanásának oka műszaki hiba és nem ellenséges támadás volt.[155]

### november

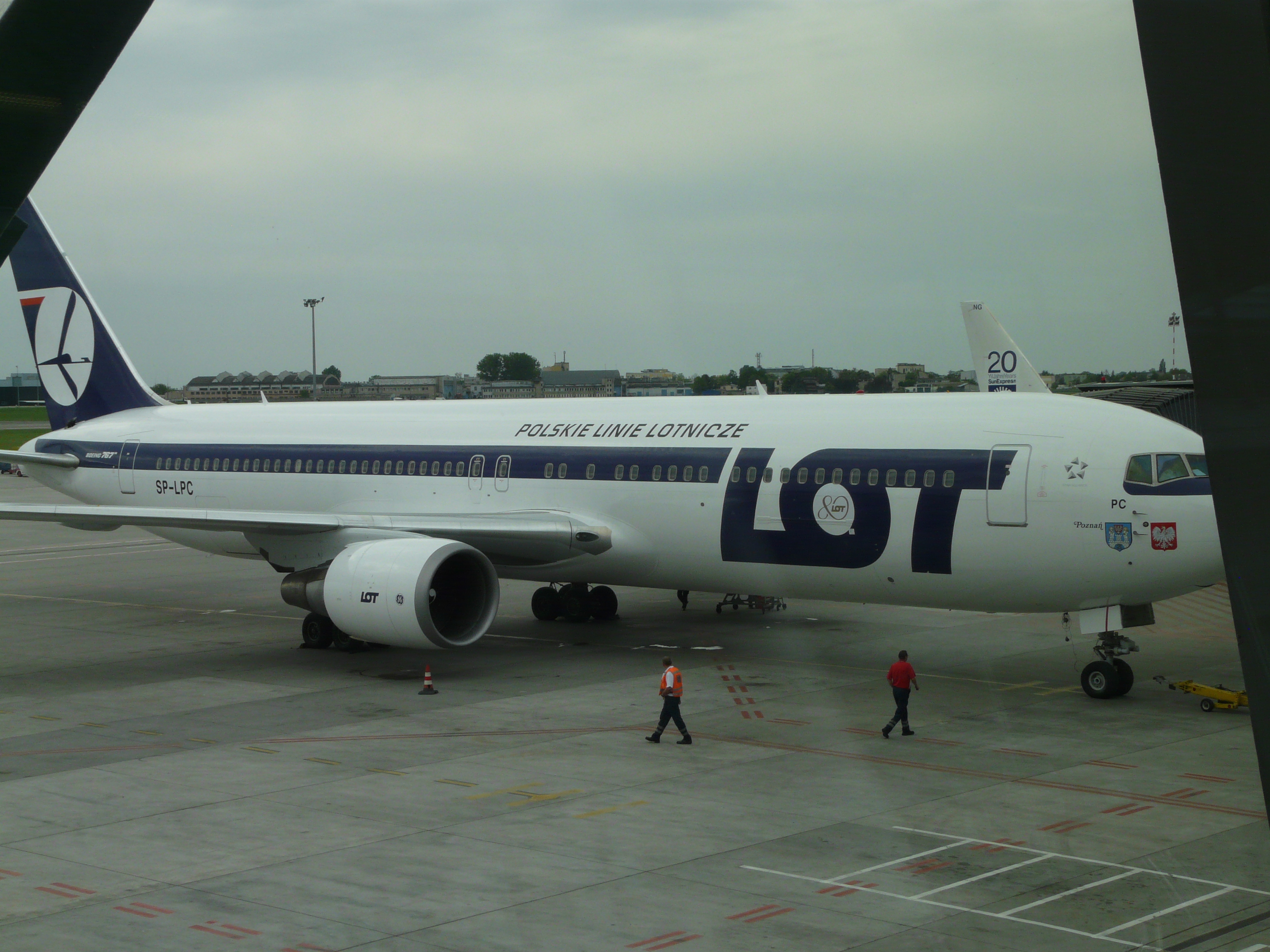
A LOT SP-LPC lajstromú Boeing 767-ese a varsói repülőtéren (2009.12.24.)

- november 1. – Sikeres kényszerleszállást hajt végre a LOT lengyel légitársaság New Yorkból Varsóba érkező Boeing 767 típusú utasszállító gépe (lajstromjele: SP-LPC) a Varsó-Chopin repülőtéren. A gép futóművei nem nyílnak ki így hasra száll, de a 220 utas és 10 főnyi személyzet sérülés nélkül megússza az incidenst.[156]
- november 11. – Lezuhan a Mexikói Légierő egyik különleges vip célokra használt Aérospatiale AS 332L Super Puma típusú helikoptere (lajstromjele: XC-UHM, oldalszáma: TPH-06) Temamatla közelében. A gépen kilencen utaznak köztük a mexikói belügyminiszter Jose Francisco Mora Blake, de túlélőt nem találnak. Az előzetes jelentések szerint a térségben sűrű köd volt.[157]
- november 23. – Lezuhan egy Rockwell Commander 690A típusú kéthajtóműves kis repülőgép (lajstromjele: N690SM) az arizonai Superstition-hegységben. A Ponderosa Aviation által üzemeltetett gépen hatan utaznak mindannyian életüket vesztik.[158]

### december
- december 7. – Sétarepülés közben lezuhan a Sundance Helikopters Inc. egyik Eurocopter AS 350B2 Écureuil (lajstromjele: N37SH) típusú helikoptere Nevada államban. A gépen 4 utas és egy pilóta tartózkodik, túlélőt nem találnak.[159]
- december 10. – Röviddel a felszállása után lezuhan egy Beechcraft 65-A80 Queen Air (lajstromjele: RP-C824) típusú kis repülőgép a Fülöp-szigeteki Paranaque városában. A baleset előtt a pilóta mechanikai meghibásodást jelent a légi irányítóknak, majd a kapcsolat megszakadt, a gép egy iskolára zuhan és legalább 13-an meghalnak köztük a pilóta és 4 utasa.[160]
- december 20.
  - Túlfut a síkos futópályán az indonéz Sriwijaya Air egyik Boeing 737–300 típusú utasszállító gépe (lajstromjele: PK-CKM) Yogyakarta város repülőterén. A hatvan méteres túlfutás az orrfutó és a jobb főfutó összecsuklása miatt következik be. A gép a baleset előtt már egyszer megkísérelte a leszállást, ám a pilóták megszakították a manővert a rossz időjárás miatt, ezután Surabaya repülőterén sikeresen landolnak és üzemanyagot vételeznek, majd az időjárási körülmények javulásával újra próbálkoznak a yogyakartai landolással. Szemtanúk szerint a gép túl nagy sebességgel landolt. A repülőn 131-en utaznak és csupán öten sérülnek könnyebben.[161]
  - Felszállása után alig negyed órával a forgalmas 287-es autópályára zuhan egy Socata TBM–700-as típusú kisgép (lajstromjele: N731CA) New Jersey-ben. A gép a szemtanúk elmondása szerint irányíthatatlanul pörögve csapódik a földnek, majd felrobban és kiég, a fedélzeten öten tartózkodnak mindenki életét veszti.[162]
- december 28. – Csúnyán összetörik és kiég a kirgiz Altyn Air légitársaság EX-020 lajstromjelű,  Tu–134A típusú repülőgépe Os város repülőterén. A gép QH-3 járatszámmal repül Biskekből 73 utassal és 6 fős személyzettel. A hátára fordult és kiégett gépből mindenki élve kerül ki, csak egy súlyos és 24 könnyebb sérültje van az incidensnek.[163]

- december 30.

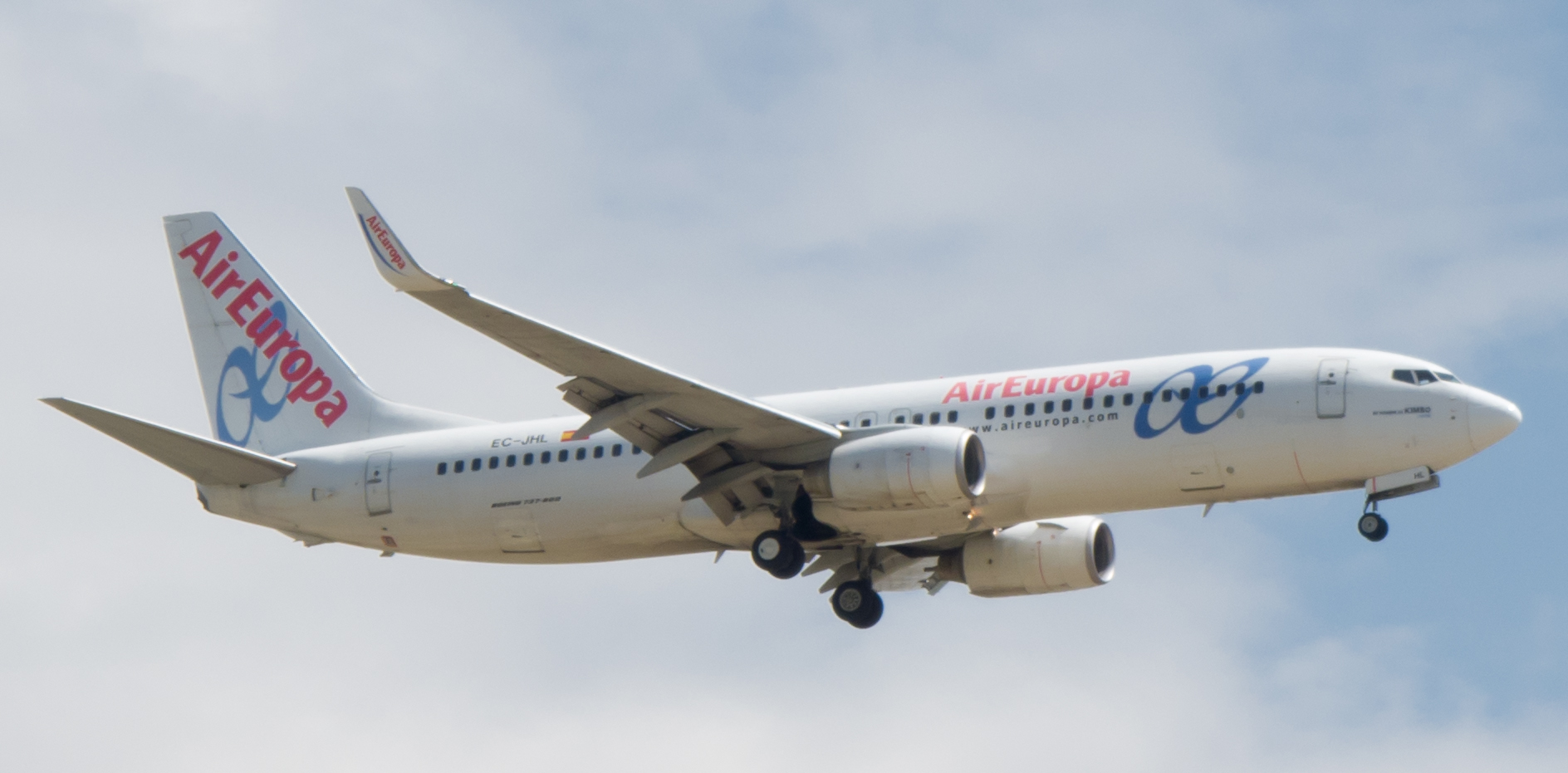
Az Air Europa futópályát elhagyó gépe (EC-JHL) (kép dátuma 2011 április.)

  - Irányíthatatlanná válik és leszalad a kifutópályáról az Air Europa légitársaság egyik Boeing 737–85P típusú utasszállító gépe (lajstromjele: EC-JHL) a párizsi Roissy-Charles-de-Gaulle repülőtéren. A Valenciából érkező gépen összesen 162-en tartózkodnak, mindenki sértetlenül hagyja el a gépet.[164]
  - Lezuhan a Szudáni Fegyveres Erők (SAF-Sudan Air Force) egyik orosz gyártmányú Mi–24 típusú helikoptere El Obeid közelében. A helikopteren 6 katona tartózkodik mindnyájan életüket vesztik.[165]

## Első felszállások
- január 11. – Chengdu J–20 – Kína
- december 22. – AgustaWestland AW189 típusú helikopter (I-RAIH) – Olaszország[166]